# Tipula uluguruensis
Tipula uluguruensis är en tvåvingeart som beskrevs av Alexander 1962. Tipula uluguruensis ingår i släktet Tipula och familjen storharkrankar.
Artens utbredningsområde är Tanzania. Inga underarter finns listade i Catalogue of Life.